# Hans Rößler
Hans Rößler (* 28. September 1935 in Coburg; † 29. Juni 2025) war Lehrer und ein deutscher Autor für heimatgeschichtliche Bücher.

## Vita
Hans Rößler wurde 1935 in Coburg als Sohn eines Pfarrers geboren. Er studierte in München, Göttingen und Zürich Geschichte, Deutsch und Latein. 1965 wurde er mit einer Arbeit zur evangelischen Bewegung in der Reformationszeit im Bistum Freising promoviert. Rößler arbeitete bis zu seiner Pension als Lehrer am Laurentius-Gymnasium Neuendettelsau. Neben seinem Lehramt war er als Historiker tätig. Er war Herausgeber und Autor zahlreicher heimatgeschichtlicher Schriften. 1991 war er Mitbegründer des Heimat- und Geschichtsvereins Neuendettelsau und Umgebung, der die Neuendettelsauer Hefte herausgab und 1998 das Löhe-Zeit-Museum ins Leben rief. Seine letzte Monographie – Neuendettelsau unterm Hakenkreuz – erschien 2025 in dritter Auflage.

## Ehrungen
Für sein Wirken erhielt Hans Rößler die Ehrengabe der Gemeinde Neuendettelsau in Silber (2005), den Wilhelm-Freiherr-von-Pechmann-Preis (2018) und das Verdienstkreuz am Bande der Bundesrepublik Deutschland (2015).	

## Schriften

### Als Autor
- Hans Rößler: Geschichte und Strukturen der evangelischen Bewegung im Bistum Freising 1520–1571. Dissertation, München (= Einzelarbeiten aus der Kirchengeschichte Bayerns. Band 42). Verein f. Bayer. Kirchengeschichte, Nürnberg 1966, DNB 457957719.
- Hans Rößler, Wolfgang Roth: Die Luftmunitionsanstalt 2/XIII und das Munagelände Neuendettelsau 1934–1958 (= Neuendettelsauer Hefte. Band 1). Neuendettelsau 2003, DNB 96917750X (Digitalisat [PDF; 17,0 MB]).
- Karl-Günter Beringer, Klaus Raschzok, Hans Rößler: Paramente im Wandel der Zeit : textile Kirchenkunst aus Neuendettelsau 1858–2004 (= Neuendettelsauer Hefte. Band 2). Neuendettelsau 2004, DNB 971577714 (Digitalisat [PDF; 22,1 MB]).
- Hans Rößler: Wilhelm Löhe und die Amerika-Auswanderung : 1841–1872 (= Neuendettelsauer Hefte. Band 5). Neuendettelsau 2008, DNB 988143976.
- Hans Rößler: Nationalsozialismus in der fränkischen Provinz. Neuendettelsau unterm Hakenkreuz. Neuendettelsau 2017, ISBN 978-3-9809431-9-2 (Digitalisat [PDF; 15,0 MB]).

### Als Herausgeber und Mitautor
- Hans Rößler (Hrsg.): Unter Stroh- und Ziegeldächern. Aus der Neuendettelsauer Geschichte. Freimund, Neuendettelsau 1982, ISBN 3-7726-0110-3 (Digitalisat [PDF; 103,0 MB]).
- Matthias Honold, Hans Rößler (Hrsg.): 700 Jahre Neuendettelsau: Festschrift zur 700-Jahr-Feier 1298/1998; historische Beiträge zur Ortsgeschichte und Häuserchronik von Neuendettelsau. Neuendettelsau 1998, ISBN 3-00-002564-2 (Digitalisat [PDF; 138,0 MB]).
- Hans Rößler (Hrsg.): 100 Jahre Nikolai-Kirche in Neuendettelsau 1901–2001. Evang.-Luth. Pfarramt, Neuendettelsau 2001, DNB 961942606 (Digitalisat [PDF]).
- Hans Rößler (Hrsg.): Friedrich Bauer – Begegnungen (= Neuendettelsauer Hefte. Band 6). Freimund-Verlag, Neuendettelsau 2012, ISBN 978-3-86540-114-4 (Digitalisat [PDF]).

### Als Bearbeiter
- Hans Rößler: Briefe 1815–1847 (= Löhe, Wilhelm: Gesammelte Werke. Band 1). Freimund, Neuendettelsau 2022, ISBN 978-3-946083-71-9.